# レオンナトス
レオンナトス（希: Λεόννατος, ラテン文字表記：Leonnatos, 紀元前356年 - 紀元前322年）は、マケドニア王アレクサンドロス3世に仕えたマケドニア王国の武将で、ディアドコイの一人である。

## アレクサンドロスの下で
レオンナトスは紀元前356年にマケドニア王国に面する小王国リュンケスティス (Lynkestis) の王家にアンテアスの子として生まれ（生地はペラ）、同い年のアレクサンドロス3世の幼年時代からの友人であった。
マケドニアの家臣となったレオンナトスはヘタイロイの一人としてアレクサンドロスの東方遠征に参加し、紀元前331年のイッソスの戦いで捕えられたペルシア王ダレイオス3世の妻と娘の許にレオンナトスは王によって遣わされ、ダレイオスの死を悲しむ彼女らにダレイオスの存命を伝えた。同年、エジプトのメンフィスでのアリュバスの病死を以ってその後任の側近護衛官になった。ダレイオス3世の死後の紀元前328年、ある酒宴にてペルシアの跪拝礼の話題が上がり、その時従軍していた哲学者のカリステネスはペルシア風の跪拝礼への反対論を展開し、レオンナトスもまたペルシア人の跪拝の時の格好を卑屈としてあざ笑った。後に仲直りするものの、この時レオンナトスは東西の融和を図る王の不興を買った。
紀元前327年にレオンナトスはアスパシオイ人、グライオイ人、アッサケノイ人の地での戦いでプトレマイオスと共に負傷し、パレイタカイ人の「コリエネスの砦」攻略の際には攻略のための工事をペルディッカス、プトレマイオスの部隊と交代で行った。アリガイオン（ナワガイ）近くの山での戦いでは王が三分した軍のうち一隊を率い、勝利した。紀元前326年にヒュダスペス川を下る際、レオンナトスは三段櫂船艤装奉仕の担当者の一人となった。紀元前325年のマラヴァスの攻囲では砦の中で一人で戦っている王をペウケスタス、アブレアスと共に庇って奮戦した。その後、レオンナトスはオレイタイ人の土地に太守アポロパネスと共にその補佐のためにアグリアネス人部隊全員と弓兵隊と騎兵隊の各一部、その他ギリシア人傭兵の歩兵と騎兵を率いて残留し、ネアルコスの艦隊が来るまで待機した。残留中にオレイタイ人の反乱が起こり、アポロパネスは戦死するも、レオンナトスはそれを鎮圧した後、オレイティス沿岸でネアルコスの艦隊と邂逅して食料と人員を補充した。以上の功績によりレオンナトスは東征における勲功ではペウケスタスに継ぐ第2位となり、スサで黄金冠を授けられた。

## アレクサンドロスの死後
紀元前323年のアレクサンドロスの死に際して、レオンナトスはペルディッカス、クラテロス、アンティパトロスら他の有力者たちと共にロクサネから生まれる子供（後のアレクサンドロス4世）の暫定的な後見人に指名され、バビロン会議での帝国の分割に際してはレオンナトスはヘレスポントス・フリュギア太守となった。
バビロン会議での決定で未だマケドニアの勢力下に入っていないカッパドキアとパフラゴニア を割り当てられたエウメネスはそれらの地方への遠征を行おうとし、レオンナトスとアンティゴノスに援軍を要請した。（おそらくエウメネスが小アジアでのライバルとなることを恐れた）アンティゴノスはそれを断ったが、レオンナトスは受け入れ、兵を引き連れてバビロニアからフリュギアまでエウメネスに同行した。しかし時を同じくしてアレクサンドロスの死に乗じたギリシアでの反乱（ラミア戦争）が勃発し、ギリシア連合軍によってラミアに封じ込められたアンティパトロスからの援軍要請がレオンナトスに来た。レオンナトスはそれに応じ、カッパドキア遠征のための軍のほとんどを引き連れてギリシアに渡った。しかし、実のところレオンナトスはアレクサンドロス3世の妹で、エピロス王アレクサンドロス1世の未亡人クレオパトラと結婚してアンティパトロスの実権を奪うつもりであるとエウメネスに語り、彼を味方に引き込もうとした。それと同時に、エウメネスにアンティパトロス救援を訴えた人物で、エウメネスとは政治的に対立していたカルディアの僭主ヘカタイオスと和解し、一緒に行こうと誘ったがエウメネスはそれを断わり、ペルディッカスの許へ走った。ラミアでレオンナトスはアンティパトロスを脱出させるのには成功したものの、自身は敵の騎兵との戦いで戦死し、彼の軍はアンティパトロスに吸収された。

## 註
1. 1 2  アッリアノス, 『インド誌』, 18
2. ↑  アッリアノス, 『アレクサンドロス大王東征記』, II. 12
3. ↑  ibid, III. 5
4. ↑  ibid, IV. 12
5. ↑  ibid, IV. 23
6. ↑  ibid, IV. 21
7. ↑  ibid, IV. 24-25
8. ↑  アッリアノス, 『アレクサンドロス大王東征記』, VI. 9-10
9. ↑  アッリアノス, 『インド誌』, 19
10. ↑  アッリアノス, 『アレクサンドロス大王東征記』, VI. 22
11. ↑  アッリアノス, 『インド誌』, 22
12. ↑  アッリアノス, 『アレクサンドロス大王東征記』, VII. 5
13. ↑  アッリアノス, 『インド誌』, 42
14. ↑  ユスティヌス, XIII, 2
15. ↑  ディオドロス, XVIII, 3
16. ↑  クルティウス, X. 10. 2
17. ↑  フォティオス, cod. 82
18. ↑  フォティオス, cod. 92
19. ↑  ディオドロス, XVIII, 14
20. ↑  プルタルコス, 「エウメネス」, 3
21. ↑  ディオドロス, XVIII, 15-16

### 参考サイト
- ディオドロスの『歴史叢書』の英訳
- フォティオスのBibliothecaの英訳
- プルタルコスの「エウメネス伝」の英訳（プロジェクト・グーテンベルク内）